# آنری سوموئن
آنری سوموئن (انگلیسی: Henri Lemoine; ۱۸ ژوئن ۱۹۰۹ – ۲۱ سپتامبر ۱۹۹۱) ورزشکار دوچرخه‌سواری پیست اهل فرانسه بود.
وی در مسابقات کشوری و بین‌المللی در مجموع برندهٔ ۳ مدال برنز شده‌است.